# 韦尔 (巴登-符腾堡州)
韦尔（德語：Wehr，發音：[veːɐ̯] ⓘ）是德国巴登-符腾堡州弗赖堡行政区瓦尔茨胡特县的城市，面积35.66平方千米，2023年12月31日人口为13,113人。

## 友好城市
- 法國 邦多勒（1967年）
- 義大利 內圖諾（2007年）
- 瑞士 奥内（2007年）